# Ivan Šuker
Ivan Šuker (Livno, 12. studenog 1957. – Zagreb, 5. rujna 2023.), hrvatski političar, potpredsjednik Vlade i ministar financija Republike Hrvatske koji je obnašao tu dužnost do 27. prosinca 2010.

## Životopis
Pohađao je Ekonomski fakultet u Zagrebu, na kojemu je diplomirao 1983. godine. Po završetku fakulteta zaposlen je na radnom mjesto glavnog knjigovođe u Odsjeku za budžet Općine Velika Gorica, nakon čega 1986. prelazi na posao financijskog direktora gradske omladine gdje ostaje do 1990. godine. Između 1990. i 2000. godine obavlja istovremeno poslove voditelja porezne uprave Velike Gorice i druge dužnosti u Velikoj Gorici ili Zagrebu. Po završetku posla u poreznoj upravi Šuker prelazi u Sabor, gdje ostaje do izbora za ministra financija.

## Poveznice
- Vlada Republike Hrvatske

## Vanjski izvori
- Ivan Šuker
- Predsjednica Vlade: Novi ministri Dalić, Božinović, Bačić i Mesić

1. ↑  Novi ministri. Inačica izvorne stranice arhivirana 3. svibnja 2010. Pristupljeno 27. prosinca 2010. journal zahtijeva |journal= (pomoć)
2. ↑    Arhivirana inačica izvorne stranice od 27. siječnja 2010. (Wayback Machine)